# NGC 7501
NGC 7501 è una galassia ellittica situata nella costellazione dei Pesci. Scoperta il 2 settembre 1864 dall'astronomo Albert Marth., fa parte dell'ammasso di galassie Pegasus II. Una radiosorgente è stata individuata a un minuto di arco dalla posizione di NGC 7501.